# The beginning (絢香のアルバム)
『The beginning』（ザ・ビギニング）は、絢香の3作目のオリジナルアルバム。2012年2月1日にA stAtionから発売された。

## 概要
2011年10月、音楽活動の再開が告知されると、同年11月30日には3年7か月ぶり通算3作目となるオリジナルアルバムの発売が決まり、発売日は自身のデビューと同じ2月1日と発表された。
アルバムの本格的な制作は2011年秋に進められ、1か月半にわたって全13曲のレコーディングが行われた。なお、作品に関するインタビューの中で、2年という活動休止期間について、締め切りもなく、いつ届けられるかもわからない「水面下の制作期間」という。そのうえで、「2年間」という時間を凝縮し、「深化」し「進化」した作品に仕上がったとのこと。
本作は自身初のセルフ・プロデュースとなったが、本人曰く「初めからそう決まっていたわけではないが、ひとつひとつこだわっているうちに、いつの間にか、そうなっていたという感じ」。アルバムのタイトルは、「始まり」と「原点に戻る」という意味を持たせるうえで、『The beginning』以上にしっくりくる言葉がなかったことから、ここからまた始まるんだという思いで名付けられた。
2012年2月1日、自主レーベルのA stAtionから発売。CDのみとDVD付属の通常盤の2種、初回生産限定盤の計3種リリース。ジャケットデザインは、2年間撮り溜めた写真をプリントして細かく切ったものを傘に貼り付けたモザイク・アートとなっており、これは「ジャケットでも2年間を表現できないか」という発想からなる。
キャッチフレーズは『“過去”も“今”も“未来”も…。「はじまりのとき」は必ず訪れる。』、『ここから「絢香」の第二章が始まる。』。
2012年2月7日、オリコン週間アルバムランキング（2012年2月13日付）で首位となったことが発表された。首位獲得はベストアルバム『ayaka's History 2006-2009』以来2年4か月ぶり2作連続、オリジナルアルバムでは『First Message』以来5年3か月ぶり、アルバムでは自身通算3度目の記録となった。

## 収録曲
| 全作詞: 絢香。 |                          |           |                |                                         |      |
| #              | タイトル                 | 作詞      | 作曲           | 編曲                                    | 時間 |
| 1.             | 「はじまりのとき」       | 絢香      | 絢香           | 松浦晃久                                | 4:14 |
| 2.             | 「Hello」                | 絢香      | 絢香・松浦晃久 | 松浦晃久                                | 5:33 |
| 3.             | 「アカイソラ」           | 絢香      | 絢香           | 松浦晃久                                | 4:52 |
| 4.             | 「The beginning」        | 絢香      | 絢香           | 塩谷哲                                  | 5:48 |
| 5.             | 「HIKARI」               | 絢香      | 絢香           | 松浦晃久 / ストリングスアレンジ: 弦一徹 | 4:57 |
| 6.             | 「空よお願い」           | 絢香      | 絢香・松浦晃久 | 松浦晃久                                | 3:46 |
| 7.             | 「繋がる心」             | 絢香      | 絢香           | 八橋義幸                                | 4:22 |
| 8.             | 「THIS IS THE TIME」     | 絢香      | 絢香           | Ayaka Band                              | 4:22 |
| 9.             | 「そこまで歩いていくよ」 | 絢香      | 絢香           | 河野圭                                  | 5:11 |
| 10.            | 「笑顔のキャンバス」     | 絢香      | 絢香           | 鶴谷崇                                  | 3:50 |
| 11.            | 「Magic Mind」           | 絢香      | 絢香           | 和田昌哉 / ストリングスアレンジ: 弦一徹 | 5:30 |
| 12.            | 「キミへ」               | 絢香      | 絢香           | 松浦晃久                                | 5:03 |
| 13.            | 「やさしい蒼」           | 絢香      | 絢香           | 鶴谷崇・土屋玲子                        | 5:01 |
| 合計時間:      | 合計時間:                | 合計時間: | 合計時間:      | 62:29                                   |      |

| #  | タイトル                        | 作詞 | 作曲・編曲 |
| -- | ------------------------------- | ---- | ---------- |
| 1. | 「はじまりのとき」(MUSIC VIDEO) |      |            |
| 2. | 「DOCUMENTARY OF MUSIC VIDEO」  |      |            |

### 楽曲解説
1. はじまりのとき
活動休止中の2年間の想いをグッと込めた曲で、歌詞は共に生きることの大切さと自分のパートナーに対して感じた気持ちを書き綴ったもの[10]。曲名は「“はじまりのとき”は何回あってもいいと思うし、自分もそういう思いで、またあらたなスタートに立っている」と思いに由来し[10][1]、絢香自身思い入れのある曲とのこと。
初披露は、テレビ朝日系列『ミュージックステーションスーパーライブ』（2011年12月23日）。ミュージックステーションレギュラー放送では2012年2月3日放送分でも披露した。
2012年12月31日放送の『第63回NHK紅白歌合戦』でも披露された。
2. Hello
歌詞の一節「懐かしい匂いに呼び覚まされ……」は、「やさしい蒼」のレコーディング中のエピソードに由来する[10]（後述）。「はじまりのとき」から一歩踏み出した、“ここからはじまる”というリアルな思い込められた曲[10]。
元々活動休止前から存在していた楽曲だが、すべて書き直されたため、以前と異なるまったく新しい曲となった[1]。
テレビ朝日系列『ミュージックステーション』（2012年1月27日放送分）にてテレビ初披露。
3. アカイソラ
夕陽がオレンジ色を通り越して真っ赤に染まる空に、サイレンを出されているような感覚、何かが起きそうな、何か大事なことを忘れてしまったような、そうした瞬間を切り取った曲[10]。子供が遊ぶようなSEを入れて出来あがった曲の世界観に合わせ、レコーディングでは淡々と歌うようにしたという[10]。
4. The beginning
曲名は「はじまり」よりも「原点」という意味合いが強く、自身の原点とありままの自分と向き合ったことで生まれた“ここからまた始まる”思いを込めた、自分自身に歌っている曲[10]。アルバムの全体像がみえたとき、ふさわしい言葉であったことからアルバムのタイトルにも使用することとなった[10]。
音の強弱で世界観や景色を変えたいという思いから、メロディ部分はすぐそばに、サビは空を飛ぶくらいの大きな世界観に、と音の差別化を重視した曲[10]。
5. HIKARI
傷つけ合ったり争ったりする友達や恋人、国同士が近づくことはできないだろうか。というところに着想を得た曲で、国を越えて同じテーマに向き合うことをイメージして、民族楽器によるパーカッションやインド系の歌、フランス語などを採り入れられている[10]。
6. 空よお願い
活動休止前からあった楽曲[1]。歌詞はメロディを思いついたとき、ふっと婚約者を亡くした人から「（絢香の）歌を聴いて前を向いて頑張ろうと思います」という手紙をもらったことを思い出し、1時間ほどで書きあげたもの[10]。それからすぐに、その気持ちまま録ったデモ音源の感じがよく、それを越えるものは録ることはできないだろうという判断から、デモ音源のまま収録されることとなったため、本作に収録されている曲の中で唯一、活動休止前に作られ完成していた楽曲となっている[10]。
7. 繋がる心
繋がる心が未来を作っていくというシンプルな、カントリー調の曲で、「はじまりのとき」と同時期に作られたことから曲のテーマがリンクしている[10]。絢香曰く、「あなたのことを思っている人がいるんだよっと耳元で伝える曲」とのこと[10]。
8. THIS IS THE TIME
自分を奮い立たせるため、力強い言葉で書き上げた楽曲[10]。休みに入ったことで得た時間を過ごす中で、充実さを感じる一方、瞬間的に焦りのようなものを感じ、先の見えない不安な時期を経たことで生まれた曲[1]。
曲は、書き上げたものをバンド・メンバーにメールで送ったところ、それぞれが個別で録音して伝言ゲームのようにめぐりめぐって重なってゆき、戻って来たときにはバンド・サウンドになっていたという[10]。
9. そこまで歩いていくよ
子供でも歌えるような曲があったらいい。という漠然とした思いから、東日本大震災発生後、未来に向かって頑張ろうという前向きな気持ちを描けたらという思いとも重なって出来あがった曲[10]。
10. 笑顔のキャンバス
「THIS IS THE TIME」と同時期に出来あがった正反対の景色の曲で、休んでいるときに感じた、幸せの形が曲の元となって出来あがった、笑顔の見えるような曲[10]。
11. Magic Mind
自分の声や生音を打ち込みや機械的な音と重ねてみたいという思いから仕上がった曲[10]。新しい音を求めたことで、打ち込みとストリングスの組み合わせにより、絢香曰く「パワフルでかっこいい」「疾走感が出せた」楽曲となった[10]。
12. キミへ
歌詞はTwitterがきっかけで出来あがったもので、歌詞中の「さよならの時」とは、2009年11月20日に行われた大阪城ホール公演のこと[10]。いつかステージに復帰したら歌うことを思い描きながら作られた曲であり、活動休止中も応援してくれたファンの「キミ」に向けたメッセージソング[10]。
13. やさしい蒼
不安なときや元気が欲しいときは空を見上げることが多いという絢香が「もう少し頑張るから」と自分に言い聞かせる、その瞬間を切り取った曲[10]。森永ココアのCMソングのオファーを受け、収録曲の中で最初にレコーディングした曲[10]。
本人曰く、収録に際してスタジオに入ったところ、再び歌う実感から涙が零れたという（後にこのエピソードは先述の「Hello」の歌詞の元になった）[10]。
初披露は、『ミュージックステーション スーパーライブ2011 〜祝!25周年記念スペシャル〜』（2011年12月23日）。

## 演奏
- 河村“カースケ”智康：Drums (#1.12)
- 美久月千晴：Bass (#1.3.12)
- 是永巧一：Guitar (#1.5)
- 松浦晃久
  - Piano (#1.5.6.12)
  - Upright Piano (#2)
  - Wurlitzer (#3)
  - Hammond Organ (#12)
- 浜口茂外也：Percussion (#1.5)
- 小池弘之ストリングス：Strings (#1)
- 玉田豊夢：Drums (#2.3.9)
- 西川進：Guitar (#2)
- 長田進：Guitar (#2)
- 鈴木茂：Guitar (#3)
- 山木秀夫：Drums (#4)
- 平石カツミ：Bass (#4)
- 田中義人：Guitar (#4)
- 塩谷哲：Piano & Percussion (#4)
- 藤堂昌彦ストリングス：Strings (#4)
- 八橋義幸：Guitar (#5.7.8.10)
- 弦一徹ストリングス：Strings (#5.11)
- Bernard Ackah & Nusrat Awan：Voice (#5)
- 楠均：Drums (#7)
- 阿部光一郎：Bass (#7)
- SUNNY：Piano & Accordion (#7)
- 山下政人：Drums (#8.10)
- FIRE：Bass (#8.9.10)
- 鶴谷崇
  - Piano (#8.10.13)
  - Hammond Organ (#10)
  - Rhodes Piano (#13)
- 土屋玲子ストリングス：Strings (#8)
- 石成正人：Guitar (#9)
- 河野圭：Piano (#9)
- 雨宮麻未子ストリングス：Strings (#9)
- 上條頌：Guitar (#11)
- 滝元堅志：Bass (#11)
- 和田昌哉：All Other Instruments (#11)
- 古川昌義：Guitar (#12)
- 土屋玲子：Violin (#12)
- 坂井“Lambsy”秀彰：Percussion (#12)
- 桑野聖ストリングス：Strings (#13)

## タイアップ
| #  | 楽曲                     | 情報 |
| -- | ------------------------ | --- |
| 01 | 「はじまりのとき」       | 日本テレビ系『スッキリ!!』2012年12月度エンディングテーマ（2012年12月3日 - 12月28日）                                                                  |
| 02 | 「Hello」                | 山崎製パン『ランチパック』「自由型ランチ」篇CMソング（2012年1月 - ）                                                                                  |
| 04 | 「The beginning」        | ヨコハマタイヤ「ブルーアース-BluEarth-」CMソング（2012年2月1日 - ） 日本テレビ系『スッキリ!!』2012年3月度エンディングテーマ（2012年3月1日 - 3月30日） |
| 07 | 「繋がる心」             | NTT東日本新TV-CMソング（2012年4月-） |
| 09 | 「そこまで歩いていくよ」 | クボタ 「地球家族」篇CMソング（2012年1月22日 - ） |
| 10 | 「笑顔のキャンバス」     | 東急グループ テレビCMソング「街に、新しい力を。」（2012年4月-）                                                                                       |
| 12 | 「キミへ」               | WOWOWテニスイメージソング |
| 13 | 「やさしい蒼」           | 森永製菓『森永ココア』「ミルクココア 日の出」編CMソング（2012年1月 - ）                                                                               |

## 発売日一覧
| 地域 | 情報                       | 規格                                                               | 作品           | 発信元                          |
| ---- | -------------------------- | ------------------------------------------------------------------ | -------------- | ------------------------------- |
| 日本 | 2012年1月25日 2012年2月1日 | 携帯端末向けフル配信 携帯端末向けうた配信 携帯端末向けメロディ配信 | はじまりのとき | - レコチョク - オリコン - mu-mo |
| 日本 | 2012年1月25日 2012年2月1日 | 携帯端末向けフル配信 携帯端末向けうた配信 携帯端末向けメロディ配信 | Hello          | - レコチョク - オリコン - mu-mo |
| 日本 | 2012年1月25日 2012年2月1日 | 携帯端末向けフル配信 携帯端末向けうた配信 携帯端末向けメロディ配信 | やさしい蒼     | - レコチョク - オリコン - mu-mo |
| 日本 | 2012年2月1日               | CD                                                                 | The beginning  | A stAtion                       |